# Рудаївська волость
Рудаївська волость — історична адміністративно-територіальна одиниця Павлоградського повіту Катеринославської губернії.
Станом на 1886 рік складалася з 14 поселень, 15 сільських громад. Населення — 2091 осіб (1090 особи чоловічої статі та 1001 — жіночої), 385 дворових господарств.
|                     | Площа, десятин | У тому числі орної, дес. |
| ------------------- | -------------- | ------------------------ |
| Сільських громад    | 2720           | 846                      |
| Приватної власності | 18522          | 4998                     |
| Казенної власності  | —              | —                        |
| Іншої власності     | 180            | 75                       |
| Загалом             | 20922          | 5919                     |

Поселення волості:
- Рудаївка — село при річці Мала Тернівка за 54 версти від повітового міста, 241 особа, 54 двори, православна церква, лавка, 2 ярмарки на рік.
- Роздолівка — село при річці Мала Тернівка, 390 осіб, 70 дворів, лавка.